# Geistliches Lied
Ein geistliches Lied ist ein Lied mit christlich-religiösem Inhalt.
Als durch die Gemeinde gesungenes Kirchenlied ist das geistliche Lied in den meisten christlichen Konfessionen ein fester Bestandteil des Gottesdienstes. Das gemeinsame Singen ist in vielen Liturgien die Antwort der Gemeinde auf Predigt oder Gebet, ist selbst Gebet und Dank, dient der Pflege der Gemeinschaft, aber vor allem der Verinnerlichung der Glaubensinhalte.
Ursprünglich integraler Bestandteil der Liturgie, entwickelte sich das geistliche Lied vom Hymnen- und Psalmengesang über das strophische Gemeindelied Choral und das Lied zur Lektüre und privaten Andacht bis hin zum an zeitgenössische Singformen angelehnten Lied (Neues Geistliches Lied). Bis zu Luther wurde das Kirchenlied im europäischen Zusammenhang allerdings nur begrenzt verwendet und hatte zudem keine liturgische Funktion.
Ab der Reformationszeit wurden die im Gottesdienst verwendeten Lieder thematisch zunehmend dem Verlauf der Liturgie angepasst. Im Volksgesang des katholischen Gottesdienstes entwickelte sich ab dem 18. Jahrhundert das Messlied. Die bekanntesten Beispiele für ganze Zyklen von 8 bis 10 Messliedern sind die Deutschen Messen von Schubert und von Michael Haydn.
Die Lehre vom Kirchenlied ist die Hymnologie.

## Begriffsbestimmung
Ein geistliches Lied ist ein Lied, dessen Text einen christlich-religiösen Inhalt hat. Kirchenlied im weiteren Sinne ist das von einer christlichen Gemeinde im Gottesdienst regelmäßig gesungene Lied. Im engeren Sinne werden nur einstimmige, strophische Lieder in Volkssprache als Kirchenlieder bezeichnet (nicht z. B. der Gregorianische Choral). Diese Abgrenzung kann allerdings zu Ergebnissen führen, die künstlich wirken:
- Es gab und gibt Traditionen, in denen der Gemeindegesang mehrstimmig ausgeführt wird.
- Es gibt Lieder in der Tradition des Kirchenlieds im engeren Sinne, die jedoch nur eine einzige Strophe besitzen.
- Viele Gesangbücher enthalten heute Gemeindelieder in Fremdsprachen (im Evangelischen Gesangbuch z. B. das italienische Laudato si).

Es gibt durchaus geistliche Lieder, die (zunächst) keine Kirchenlieder sind, etwa, weil sie nur zur privaten Andacht, in geistlichen Spielen, auf Prozessionen, in außerkirchlichen Konzerten oder Ähnlichem gebräuchlich sind.
Im Einzelfall ist die Abgrenzung zwischen geistlichen Liedern und Kirchenliedern allerdings oft schwierig, denn
- mit Blick auf die private Andacht geschriebene geistliche Lieder (z. B. aus der Zeit des Pietismus) fanden häufig später Eingang in kirchliche Gesangbücher
- ursprünglich nicht für die Gemeinde, sondern z. B. für einen Kirchenchor geschriebene geistliche Lieder wurden später in kirchliche Gesangbücher aufgenommen
- Kirchenlieder geraten aus dem Gebrauch
- manche Lieder sind nur in einzelnen, kleinen (z. B. charismatischen) Religionsgemeinschaften gebräuchlich.

Die Verwendung der Bezeichnung „geistliches Lied“ für gesungene religiös-rituelle Musik nichtchristlicher Religionen ist unüblich.

## Geschichte

### Europäischer Kontinent
Gesungen wurde in den christlichen Gemeinden von Anfang an. Als Quellen der christlichen Musik gelten die jüdische Tradition des Psalmensingens und die Musik der hellenistischen Spätantike. In den ersten Jahrhunderten entwickelte sich eine Vielzahl christlicher Riten mit jeweils eigenen Gesangstraditionen. Die Vereinheitlichung unter Gregor I. (Papst von 590 bis 604) führte zur allgemeinen Durchsetzung des römischen Ritus und des so genannten Gregorianischen Chorals in der katholischen (westlichen) Kirche. Während der gottesdienstliche Gesang offiziell Chor (Schola) und Geistlichen vorbehalten war, entwickelten sich im späten Mittelalter erste geistliche Lieder in Volkssprachen, welche zum Beispiel in geistlichen Spielen und zu Prozessionen gesungen wurden.
Im Sinne einer Stärkung der Gemeindebeteiligung im Gottesdienst nahmen Reformatoren den zunächst unbegleiteten Gemeindegesang in ihre Gottesdienstordnungen auf. Thomas Müntzer (1489–1525) begann, bekannte Stücke des gregorianischen Gesangs ins Deutsche zu überführen. Martin Luther (1483–1546) dichtete schließlich zahlreiche neue deutsche Kirchenlieder, die durch Flugblätter und bald auch kleine Gesangbücher eine hohe Verbreitung erreichten und noch heute zum Kern des evangelischen Kirchenliedgutes gehören. Von Luthers Anhängern wurden seine Lieder auch als Kampfmittel gegen die katholische Liturgie benutzt. Auch innerhalb der reformatorischen Täuferbewegung entstanden neue Kirchenlieder, die später unter anderem im Ausbund abgedruckt wurden.
In den Reformierten Kirchen wurden Kirchenlieder nur unter strengen Auflagen zugelassen. So entstand eine eigenständige Tradition von Psalmbereimungen in ein- und mehrstimmigem Satz.
Das protestantische Kirchenlied erreichte im Früh- und Hochbarock einen neuen Höhepunkt. Dichter wie Martin Behm, Paul Gerhardt, Johann Heermann, Joachim Neander, Georg Neumark, Martin Rinckart, Gregor Ritzsch, Michael Schirmer, Johann Wilhelm Simler und viele andere verfassten geistliche Texte von bleibender literarischer Bedeutung, die von führenden Komponisten wie Johann Crüger, Johann Georg Ebeling und Heinrich Schütz vertont wurden.
Auch von der Gegenreformation wurde die Bedeutung des volkssprachlichen Kirchenlieds erkannt. Katholische Gesangbücher wie die von Nikolaus Beuttner (Graz 1602) – eine Sammlung vornehmlich vorreformatorischer geistlicher Volkslieder und Wallfahrtsrufe – und David Gregor Corner (Nürnberg 1625) sind frühe Beispiele für das Wirken katholischer Gelehrter in von der Reformation geprägten Regionen und den Einsatz des Kirchenlieds als Instrument der Rekatholisierung. Auf katholischer Seite sind insbesondere die Dichtungen aus der Feder von Angelus Silesius und Friedrich Spee bedeutsam und auch heute noch bekannt.
Auch der Pietismus führte zu einer Flut von geistlichen Liedern für den häuslichen Gottesdienst. Das wichtigste pietistische Gesangbuch, das 1704 erschienene Freylinghausensche Gesangbuch, umfasste in zwei Bänden ungefähr 1500 Lieder. Nikolaus Ludwig Graf von Zinzendorf, Gründer der Herrnhuter Brüdergemeine, hat etwa 2000 geistliche Lieder gedichtet. Mit Aufklärung und Klassik ging das künstlerische Interesse am Kirchenlied drastisch zurück. Die Anzahl der gebräuchlichen Melodien sank stetig, Melodien wurden geglättet und vor allem rhythmisch vereinfacht. Neue Texte hatten meist belehrenden Charakter und waren sprachlich nicht anspruchsvoll. Erst in der Romantik kam es zu restaurativen Strömungen. Neue Kirchenlieder entstanden allerdings eher als Chorsätze, weniger für den Gemeindegesang. Bestehende Kirchenlieder wurden übersetzt und global verbreitet. So fanden an der Wende zum 20. Jahrhundert missionarisch-kämpferische Lieder aus der amerikanischen Erweckungsbewegung Eingang in einige europäische Gesangbücher.
In den 1920er Jahren begann eine kirchenmusikalische Erneuerungsbewegung. Alte Lieder wurden erneut in Gesangbücher aufgenommen, Melodien in ihre ursprüngliche Fassung zurückgeführt; außerdem entstanden unter Rückgriff auf ältere musikalische Stilelemente neue Gemeindelieder. Ab den sechziger Jahren fanden zunehmend Kirchenlieder in Stilen der Popularmusik Verbreitung (Neues Geistliches Lied). Auch Lieder aus außereuropäischen musikalischen Traditionen, beispielsweise Negro Spirituals, Lieder aus dem Black Gospel oder aus der außereuropäischen Folklore, fanden – meist, aber nicht immer, übersetzt – Eingang in aktuelle Gesangbücher.

### Englischer Kulturraum
In der anglikanischen Kirche entwickelte sich, ausgehend von der Musik der katholischen und reformierten Kirchen, die Tradition des Anglikanischen Gesangs, in der zunächst nur bereimte Psalmtexte zugelassen waren. Das Book of Common Prayer, ein Gesangbuch von Psalmgesängen in englischer Sprache, erschien 1661 in einer bis zum 20. Jahrhundert gültigen Ausgabe und erreichte im gesamten Empire hohe Verbreitung.
Für den privaten Gebrauch schufen im 17. Jahrhundert Dichter wie John Milton (1608–1674), Samuel Crossman (1624–1683) und John Bunyan (1628–1688) geistliche Lieder ohne Psalmvorlage. Nach der Freigabe der gottesdienstlichen Verwendung nicht-psalmgebundener Texte durch die Church of England gab es eine Blüte englischsprachiger Kirchenlieddichtung, deren herausragender Vertreter Isaac Watts (1674–1748) war.
Zahlreiche Kirchenlieder entstanden als Folge der englischen Erweckungsbewegung in den 1730er Jahren. Lieder von Charles Wesley (1707–1788), John Newton (1725–1807) und William Cowper (1731–1800) erreichten im Methodismus und in den protestantischen Kirchen des englischsprachigen Raums hohe Verbreitung. Auch deutsche Kirchenlieder in englischer Übersetzung hielten ihren Einzug in englische Gesangbücher. Eine bekannte Übersetzerin in diesem Zusammenhang war Catherine Winkworth (1827–1878).

### Vereinigte Staaten
Als Kirchenlieder waren in den amerikanischen Kolonien zunächst die Psalmgesänge der puritanischen und protestantischen Einwanderer verbreitet. Angetrieben durch reisende Singing Masters, welche in lokalen Wochenkursen die elementaren Begriffe des (gottesdienstlichen) Singens nach Noten vermittelten, entstand im 18. Jahrhundert mit der First New England School eine originär amerikanische vierstimmige A-cappella-Gemeindeliedkultur.
Ortsgebundene Singing Schools im 19. Jahrhundert führten zur Verbreitung der Shape Note Music, einer geistlichen vierstimmigen A-cappella-Musik, deren Notenköpfe je nach Stufe in der Tonleiter in unterschiedlicher Form gedruckt waren. Gegenbewegung zur Shape Note Music war die von Lowell Mason (1792–1872) geprägte Better Music-Bewegung, welche für einen einstimmigen, durch die Orgel begleiteten Gemeindegesang eintrat und sich musikalisch an europäischen Maßstäben orientierte.
Infolge der amerikanischen Erweckungsbewegungen, insbesondere des Second Great Awakenings, entstanden ab der Mitte des 19. Jahrhunderts der Sunday School Song und das amerikanische Erweckungslied, die stark durch die damalige amerikanische Popularmusik und die Musik der amerikanischen Brassbands geprägt sind. Mit Abschaffung der Sklaverei entstand ein neues Interesse für die religiöse Musik der Schwarzen. Negro Spirituals und Black Gospel erreichten weltweite Verbreitung. In der zweiten Hälfte des 20. Jahrhunderts entstanden mit Contemporary Christian Music (CCM) und Lobpreis und Anbetung (Praise and Worship Music) weitere Traditionen des popularmusikalisch geprägten geistlichen Lieds.

## Kirchengesangbuch
Die meisten Konfessionen haben ein eigenes Kirchengesangbuch, teilweise mit besonderen Ausgaben für einzelne Länder oder Regionen. Das katholische Gebet- und Gesangbuch für alle deutschsprachigen Bistümer außer der Schweiz heißt Gotteslob, es erschien erstmals 1975 und 2013 mit gleichem Titel in völlig neu bearbeiteter Form. Das aktuelle Gesangbuch der evangelischen Kirche ist seit 1993 bzw. 1996 das Evangelische Gesangbuch. Viele Kirchengesangbücher enthalten Lieder aus einer Zeitspanne vom 4. bis zum 20. Jahrhundert, die die unterschiedlichen Musik- und Frömmigkeitsstile dieser Epochen widerspiegeln. Das Kirchengesangbuch enthält neben Kirchenliedern in der Regel auch Gebete und Agenden für Gottesdienste.

## Ökumenische Kirchenlieder
Es gibt Bestrebungen in die Richtung eines gemeinsamen Liederbuches für alle christlichen Konfessionen. Realistischer sind jedoch die bereits heute in praktisch allen neueren Gesangbüchern aufgeführten ökumenischen Lieder mit gleichem Text und gleicher Melodie für alle Konfessionen. Diese Lieder sind gewöhnlich mit „ö“ oder „(ö)“ gekennzeichnet. Auch da kann es Probleme geben: die Evangelisch-methodistische Kirche hat z. B. ein Gesangbuch für den gesamten deutschen Sprachraum, worauf sich bei vielen ökumenischen Liedern die Frage stellt, ob die deutsche, schweizerische, oder österreichische Version des Texts genommen werden soll – die evangelisch-lutherischen, evangelisch-reformierten und katholischen Gesangbücher verwenden jeweils die Version des eigenen Landes.

## Kirchenliedbearbeitungen
Bekannte Komponisten, die Kirchenlieder in ihren Werken verwendet haben, sind Johann Sebastian Bach, Felix Mendelssohn Bartholdy und Heinrich Schütz.